# 施瓦策萬德山 (維內迪傑山脈)

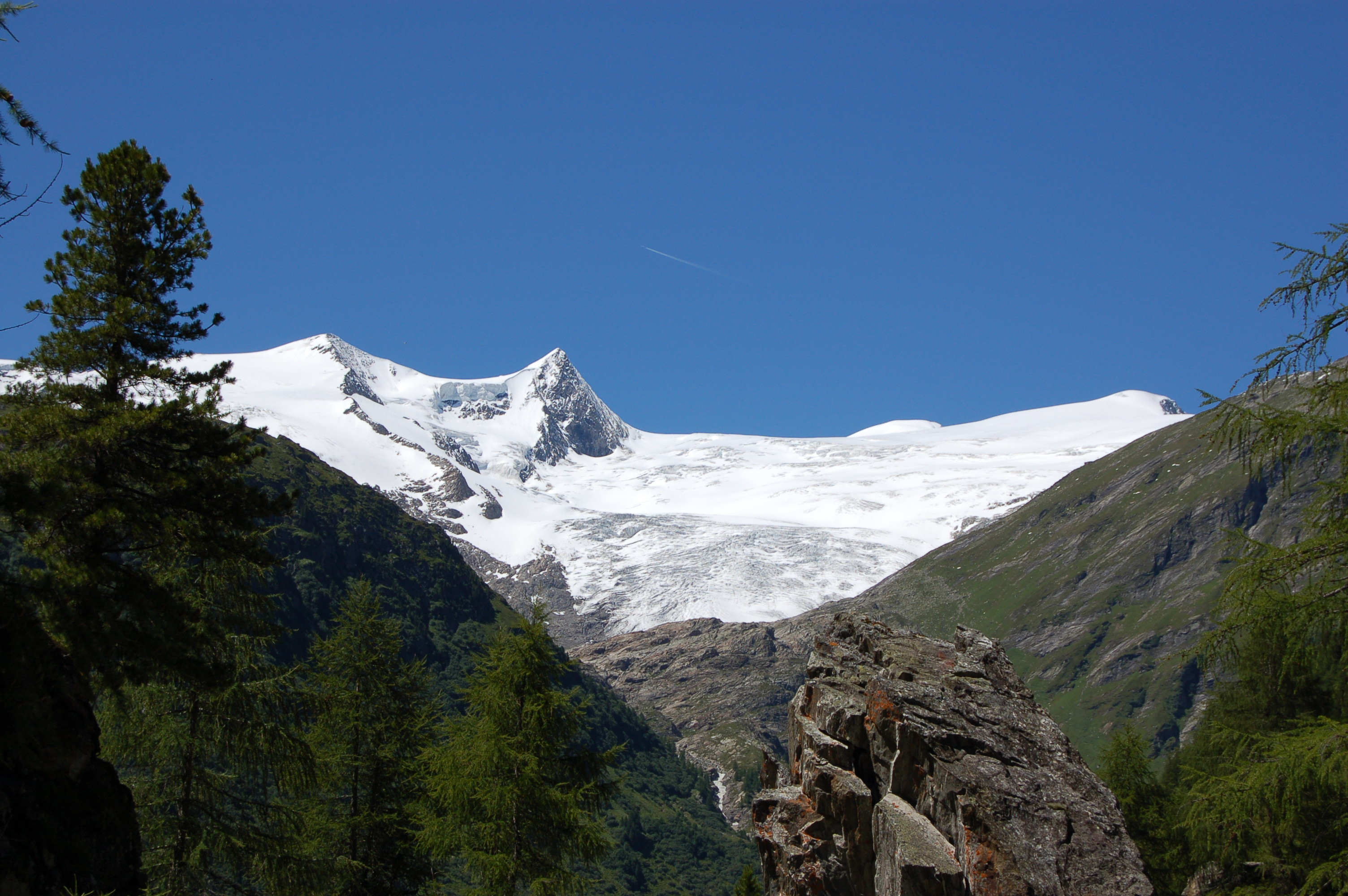

47°6′15″N 12°22′9″E / 47.10417°N 12.36917°E
施瓦策萬德山（德語：Schwarze Wand），是奧地利的山峰，位於該國西部，由蒂羅爾州負責管轄，屬於維內迪傑山脈的一部分，海拔高度3,503米，每年平均降雨量1,971毫米。